# Charles Grimes (agrimensor)
Charles Grimes (Buckinghamshire, 24 de fevereiro de 1772 - 19 de fevereiro de 1858) foi um pesquisador inglês que fez um trabalho valioso na Austrália colonial. Ele atuou como agrimensor geral de Nova Gales do Sul e descobriu o rio Yarra no que hoje é o estado de Victoria. Ele talvez seja mais conhecido por ser o inspetor que mapeou a rota da Hobart Road, a principal via arterial norte-sul da Tasmânia. Grande parte da moderna Rodovia Midland ainda segue a rota que ele planejou.